# Erblichia antsingyae
Erblichia antsingyae là một loài thực vật có hoa trong họ Lạc tiên. Loài này được (Capuron) Arbo mô tả khoa học đầu tiên năm 1979.